# 南投縣魚池鄉伊達邵國民小學
23°50′55″N 120°56′06″E / 23.848486°N 120.935134°E
南投縣魚池鄉伊達邵國民小學，簡稱伊達邵國小，位於南投縣魚池鄉的一所國小，座落於日月潭國家風景區伊達邵部落，為全國唯一的邵族人文小學。其原稱德化國小，在2019年8月1日改名為伊達邵國小。

## 介紹

### 校史
伊達邵國小最初於1949年成立的「魚池國民學校水社分校」，位在日月村文化街上的校地。1952年4月改名為「日月潭國民學校水社分校」。1958年9月因村名改名，校名改為「日月潭國民學校德化分校」。其在1961年8月獨立設校為「德化國民學校」。在1968年實施九年國教，改為「德化國民小學」，並在1988年2月遷到現址。

### 校名
由於原校名的「德化」兩字意味以德化番，具有威權與他文化的優越意涵，當地地名在近年來已由「德化社」改為「伊達邵」，德化派出所在2018年亦改名為伊達邵派出所。當地民眾在2019年發起學校正名座談，而學校在2019年8月1日正式掛牌為「伊達邵國小」。